# Alejandro Romualdo
Alejandro Romualdo Valle Palomino (Trujillo, 19 de diciembre de 1926-Lima, 27 de mayo de 2008) fue un poeta, dibujante, profesor y periodista peruano. Pertenece a la generación del 50 y representa a la tendencia social de la poesía hispanoamericana. Dentro de sus libros destacan La torre de los alucinados, El movimiento y el sueño, Cuarto mundo y Mapa del paraíso. Su composición más conocida es Canto coral a Túpac Amaru, que es la libertad. Pese a que su obra ha tenido poca difusión en el Perú y el mundo, es uno de los poetas más importantes del siglo XX en América Latina.

## Biografía
Cursó Literatura en la Facultad de Letras de la Universidad Nacional Mayor de San Marcos. Con su primer poemario, La torre de los alucinados, ganó el Premio Nacional de Poesía en 1949. Sus primeros poemas acusan un temperamento febril y hasta romántico, a decir de Luis Alberto Sánchez. Beneficiado con una beca de Cultura Hispánica, viajó a España donde estudió en la Universidad de Madrid (1952-1953). 
Regresó a Lima, convertido al compromiso político, al marxismo y a la revolución. Se orientó entonces a la poesía social, caracterizada por el uso de la palabra fuerte, de la temática revolucionaria y de la lucha existencial del hombre. Mario Vargas Llosa, que por esos años era también alumno en San Marcos, lo recuerda así:
«…en un recital que hubo en San Marcos, en el que participaron varios poetas, Romualdo fue la estrella, arrancando —sobre todo con su efectista Canto coral a Túpac Amaru, que es libertad— ovaciones que convirtieron al salón de San Marcos poco menos que en un mitin político». Eran los días del gobierno dictatorial del general Manuel Odría, que reprimía severamente a los apristas y comunistas.
Se dedicó a la docencia y al periodismo. Colaboró en los diarios La Crónica y La Prensa, y en las revistas Cultura Peruana e Idea. Sus poesías, artículos y caricaturas, aparecen firmados con su prenombre de Alejandro Romualdo; también con su apodo de Xanno. 
En 1965 viajó a México y pasó luego a Cuba. De regreso al Perú tuvo algunos empleos temporales, uno de ellos en el Instituto Nacional de Cultura. Luego pasó a ejercer la docencia en la Universidad de San Martín de Porres, convirtiéndose en maestro de varias generaciones de periodistas. 
En 1976 ganó el premio del Festival OTI con su poema titulado Quiero salir al sol, musicalizado por Ernesto Pollarolo e interpretado por Fernando Llosa. Colaboró en la revista de artes y letras Hueso Húmero (1987, 1990).
La noche del 27 de mayo de 2008, el poeta fue hallado sin vida en su vivienda del distrito limeño de San Isidro. Se cree que murió víctima de una afección cardíaca.

## Opiniones de los críticos
Alejandro Romualdo es una voz sólida, estentórea y edificante. Su poesía es fibra descarnada y siempre revolucionaria que lo sentimos humana y hasta política. Romualdo es un poeta que ha pasado por fases variadas: desde su poesía postvanguardista en su primera etapa, mediando páginas sólidas y ser el exponente visible de la poesía “social”, hasta las inclinaciones experimentales de entorno “visual” que no ha logrado ser su cultor, en tanto es válida su opción dialéctica.
César Toro Montalvo

Marcada por la actitud ecléctica del autor, la obra de Alejandro Romualdo recoge distintas influencias y las sintetiza en una fórmula muy personal: el cuidado del vocabulario evoca la estética del modernismo, en tanto la atención a los temas existenciales proviene de César Vallejo; su visión a menudo cósmica de la naturaleza recuerda la poesía de Pablo Neruda.

Alejandro Romualdo… es un poeta plural, fecundo, dinámico. Su verso se mueve entre la endecha y la proclama: comenzó líricamente romántico; se transformó en románticamente oratorio y revolucionario; alcanza ahora una controlada violencia, más cateador que cursor, busca el ser tanto como el estar. Ha abdicado de su existencialismo del segundo instante; actúa cautamente entre las adversas deidades que se disputan su albedrío.
Luis Alberto Sánchez, 1975.

## Obras
- La torre de los alucinados (1949). Premio Nacional de Poesía 1949.
- Cámara lenta (Lima, 1950)
- El cuerpo que tu iluminas (Lima, 1950)
- Mar de fondo (Lima, 1951)
- España elemental (Lima, 1952)
- Poesía concreta (Lima, 1952)
- Poesía 1945- 1954 (Lima, 1954), antología que reúne siete poemarios hasta entonces inéditos, comenzando por La torre de los alucinados.
- Antología general de la poesía peruana (1957) en colaboración con Sebastián Salazar Bondy
- Edición extraordinaria (Lima, 1958), del que forma parte su célebre Canto coral a Túpac Amaru, que es la libertad.
- Desde abajo (1961) que reproduce las colecciones tituladas Mar de fondo, España elemental y Poesía concreta.
- Como Dios manda (México, 1967)
- Cuarto mundo (Buenos Aires, 1970)
- Poesía de Alejandro Romualdo (Antología) [La Habana, 1971]
- El movimiento y el sueño (Lima, 1971)
- En la extensión de la palabra (Lima, 1974)
- Poesía íntegra (Lima, 1986)
- Mapa del paraíso (Salamanca, 1998)
- Ni pan ni circo / Ne pane Ne circo (Siena, 2002)